# Bane (tegneseriefigur)
 For alternative betydninger, se Bane. (Se også artikler, som begynder med Bane)
Bane er en superskurk, der optræder i amerikanske tegneserier udgivet af DC Comics. Figuren blev skabt af Chuck Dixon og Graham Nolan, og den optrådte første gang i Batman: Vengeance of Bane #1 (Januar 1993). Han er blevet en af superhelten Batmans mest langvarige fjender, og han er en del af rogues gallery.
I sin optræden i tegneserie er Bane en international kriminel med en blanding af stor styrke og exceptionel intelligens. Han blev født og voksede op i Peña Duro-fængslet på den caribiske ø Santa Prisca, hvor hann sad inde pga. sin far King Snakes revolution, og han er blevet brugt som forsøgsemne til super-steroidet kendt som "Venom". Bane bruger sin store styrke til at flygte og tager til Gotham City, hvor han besejrer Batman og brækker hans ryg. Han er berømt for symbolsk at have "ødelagt flagermusen", og han blive ofte citeret for at være den eneste skurk, der har overgået Batman både fysisk og mentalt.
Karakteren er blevet brugt i flere medieinkarnationer, og er blevet spillet af Robert Swenson i filmen Batman & Robin (1997), og Tom Hardy i filmen The Dark Knight Rises (2012), og i tv af Shane West i Fox' serie Gotham. Henry Silva, Héctor Elizondo, Danny Trejo, Fred Tatasciore, JB Blanc og andre har lagt stemme til Bane i animation og computerspil. IGN's liste over Top 100 Comic Book Villains of All Time rangerede Bane som #34.